# Zackary Drucker
Zackary Drucker   (Syracuse, 1983) és una artista d'actuació de Los Angeles. També és productora associada de la sèrie de televisió Transparent. Va obtenir un Master of Fine Arts per l'Institut d'Arts de Califòrnia el 2007 i un Bachelor of Fine Arts de l'Escola d'Arts Visuals el 2005. Drucker i el seu col·laborador Rhys Ernst es van incloure en la primera iteració la biennal Made in LA del Museu Hammer. Allà es va estrenar la pel·lícula She gone Rouge. La pel·lícula també va ser inclòs a l'Outfest 2013. She gone Rouge inclou alguns dels mentors de Drucker, com Holly Woodlawn, Vaginal Davis i Flawless Sabrina.
El 2014 Drucker i Ernst van exhibir Relationship a la Whitney Biennial, a través d'una sèrie de fotos que narren el procés i l'evolució de les relacions de parelles i les transicions de gènere. La sèrie fotogràfica es va exhibir posteriorment a la Galeria Luis de Jesus, que representa Drucker. Des de 2013 Drucker i Ernst han treballat com a consultors trans i productors associats de la sèrie original d'Amazon Transparent.